# Giuliano Sartoni
Giuliano Sartoni (Granarolo dell'Emilia, 6 febbraio 1965) è un karateka e pilota motociclistico italiano ritiratosi dalle competizioni.

## Carriera nel karate
Sartoni è stato campione Italiano, Europeo e Mondiale di Karate a contatto pieno, registrando un primato personale di 271 incontri fatti e 267 vinti.

## Carriera nel motociclismo
Nel 1996 passa al motociclismo nella classe SP500, ottenendo un terzo posto nel campionato italiano. Negli anni a seguire corre nei seguenti campionati: Italiano SP125, italiano ed Europeo 125 GP, Italiano ed Europeo 250GP.
Nel 1999 passa al mondiale Superbike con una vecchia Ducati RS; vi partecipa fino al 2002, anno in cui, in seguito ad un incidente, si ritira.
A partire dal 2001 ha gestito una squadra corse attiva per alcune stagioni nel Campionato italiano e nel mondiale Superbike: il team Giesse Racing, per il quale ha corso anche Doriano Romboni.

## Risultati in gara

### Campionato mondiale Superbike
| 1999 | Moto   |     |     |    |    |  |  |  |  |    |    |     |    |    |    |  |  |     |    |     |     |     |     |    |     |  |  | Punti | Pos. |
| ---- | ------ | --- | --- | -- | -- |  |  |  |  | -- | -- | --- | -- | -- | -- |  |  | --- | -- | --- | --- | --- | --- | -- | --- |  |  | ----- | ---- |
| 1999 | Ducati | Rit | Rit | NQ | NQ |  |  |  |  | 22 | NC | Rit | 25 | 17 | 17 |  |  | Rit | 23 | Rit | Rit | Rit | Rit | 23 | Rit |  |  | 0     |      |

| 2000 | Moto   |  |  |  |  |  |  |  |  |  |  |  |  |    |     |     |    |  |  |  |  |  |  |     |     |  |  | Punti | Pos. |
| ---- | ------ |  |  |  |  |  |  |  |  |  |  |  |  | -- | --- | --- | -- |  |  |  |  |  |  | --- | --- |  |  | ----- | ---- |
| 2000 | Ducati |  |  |  |  |  |  |  |  |  |  |  |  | 20 | Rit | Rit | 25 |  |  |  |  |  |  | Rit | Rit |  |  | 0     |      |

| 2001 | Moto   |    |     |  |  |  |  |  |  |  |  |  |  |  |  |     |     |  |  |  |  |  |  |  |  |  |  | Punti | Pos. |
| ---- | ------ | -- | --- |  |  |  |  |  |  |  |  |  |  |  |  | --- | --- |  |  |  |  |  |  |  |  |  |  | ----- | ---- |
| 2001 | Ducati | 19 | Rit |  |  |  |  |  |  |  |  |  |  |  |  | Rit | Rit |  |  |  |  |  |  |  |  |  |  | 0     |      |

| 2002 | Moto   |    |    |  |  |  |  |  |  |    |    |  |  |    |    |     |    |  |  |  |  |    |    |  |  |    |    | Punti | Pos. |
| ---- | ------ | -- | -- |  |  |  |  |  |  | -- | -- |  |  | -- | -- | --- | -- |  |  |  |  | -- | -- |  |  | -- | -- | ----- | ---- |
| 2002 | Ducati | NQ | NQ |  |  |  |  |  |  | NQ | NQ |  |  | NQ | NQ | Rit | 17 |  |  |  |  | NQ | NQ |  |  | NQ | NQ | 0     |      |

| Legenda | 1º posto        | 2º posto            | 3º posto           | A punti      | Senza punti        | Grassetto – Pole position Corsivo – Giro più veloce |
| Legenda | Gara non valida | Non qual./Non part. | Ritirato/Non class | Squalificato | '-' Dato non disp. | Grassetto – Pole position Corsivo – Giro più veloce |